# Lotion

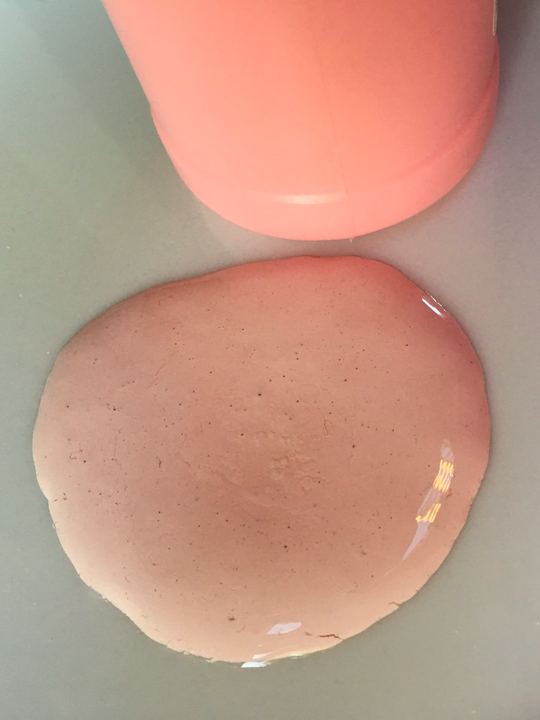
Typische Konsistenz einer Lotion

Einordnung der Lotion

Eine Lotion (Aussprache entweder dt. [loˈt͡si̯oːn] oder engl. [ˈləuʃn̩]; von lat. lōtiō „Waschung, Bad“, zu lavāre „waschen, baden“) ist eine äußerlich anzuwendende, flüssige wässrige oder wässrig-alkoholische Zubereitung mit suspendierten oder emulgierten pharmazeutischen Wirk- und Hilfsstoffen. 
Lotionen dienen der Reinigung, Behandlung oder Pflege der Haut.
Flüssige Suspensionen mit 50 % Feststoffanteil (Zinkoxid, Titandioxid), auch als Lotio oder Schüttelmixtur bezeichnet (siehe Grafik), werden mit dem Pinsel aufgetragen und wirken leicht austrocknend und sekretaufsaugend. 
Als Lotion oder Milch (z. B. Sonnenmilch) wird umgangssprachlich häufig auch eine äußerlich anzuwendende Öl-in-Wasser-Emulsion bezeichnet. Sie ist dadurch sehr leicht und schmiert nicht.